# Porta Leoni
 (décembre 2023).
Si vous disposez d'ouvrages ou d'articles de référence ou si vous connaissez des sites web de qualité traitant du thème abordé ici, merci de compléter l'article en donnant les références utiles à sa vérifiabilité et en les liant à la section « Notes et références ».
La porta Leoni est une ancienne porte romaine de Vérone, en Italie.

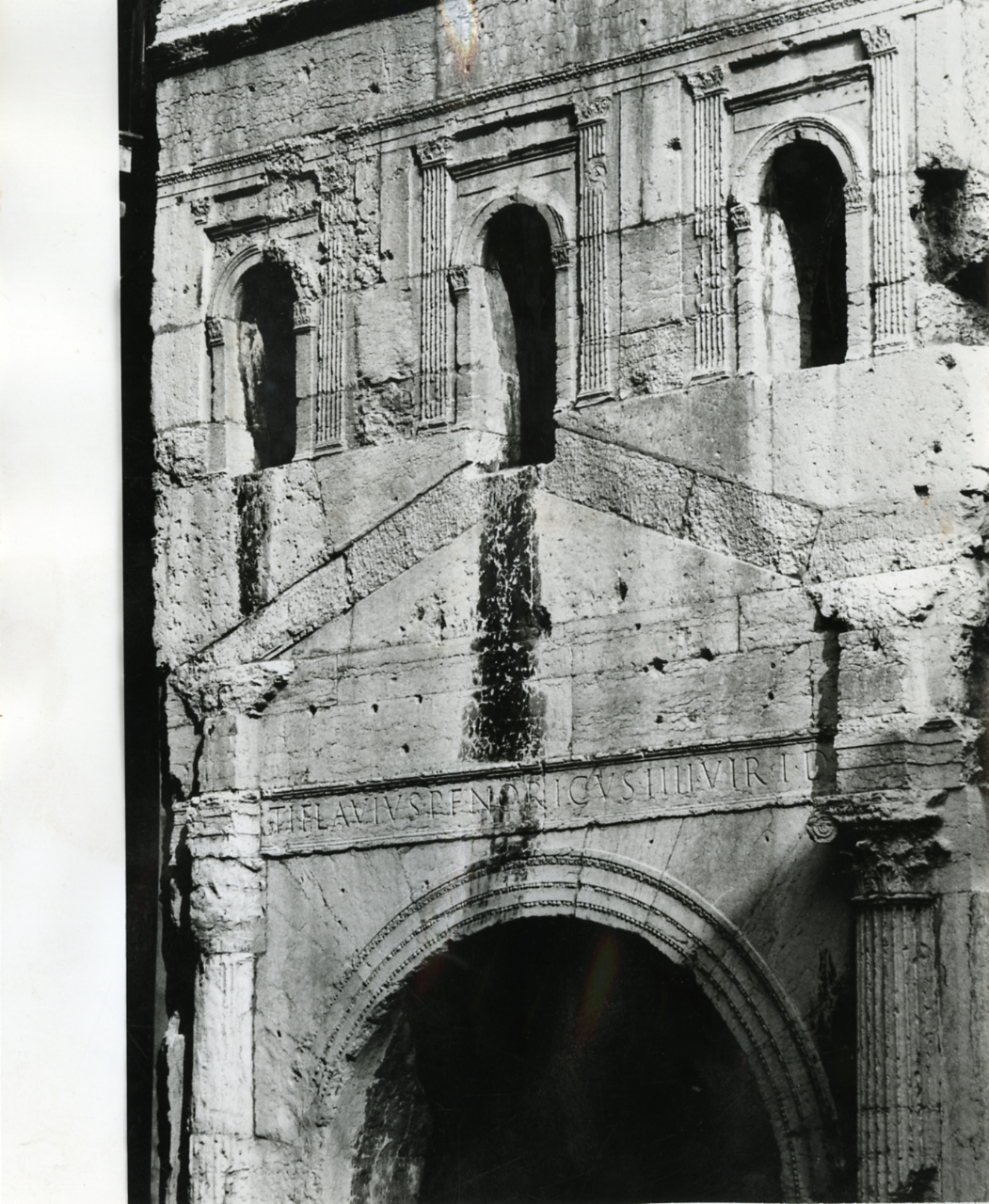
Photo de Paolo Monti (1972). Fondo Paolo Monti, BEIC.

## Histoire
La porte a été construite pendant la République romaine par P. Valerius, Q. Caecilius, Q. Servilius et P. Cornelius, et restructurée à l'époque impériale. Elle était reliée à la route qui menait à Bologne et à Aquilée.
Le nom romain d'origine est inconnu. Le nom actuel provient d'une tombe romaine ornée de deux lions (en italien : leoni), maintenant déplacée vers le Ponte Navi.

## Description
Actuellement, seuls la moitié de la façade intérieure, couverte de pierre blanche à l'époque impériale, et les fondations sont visibles. Les décorations originales sont perdues. La partie inférieure est similaire à celle de la porta Borsari (également à Vérone), tandis que la partie supérieure possède une exèdre avec des colonnes torses.